# 九州大学活体解剖事件

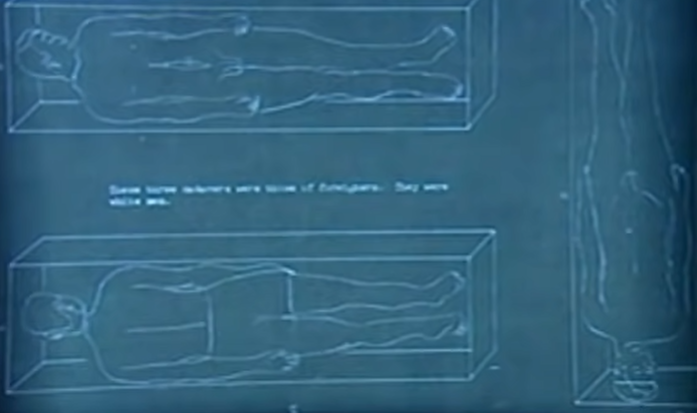
战后由驻日盟军总司令（GHQ）制作的关于九州大学活体解剖事件的示意图之一

九州大学活体解剖事件，又称为相川事件，是太平洋战争末期美国空军战俘被活体解剖的日本战争罪行。此事源于1945年5月，日本俘获8名执行日本本土空襲任务的美国空军飞行员，其後，大日本帝國陸軍西部方面軍司令部决定，而以“实验手术”(即不考虑受试人存活与否)代替枪决來处理这8名战俘。于是，在1945年5月17日至6月2日间，分別由九州帝国大学医学部的第一外科教授石山福二郎及其屬下之教职员、以及其他大学的医生和军方人员一同对8名美军战俘，进行了活体解剖和相关的试验。最終，导致8人全部死亡。
战后，當時參與事件的九州帝国大学医学部第一外科教授石山福二郎自杀。1948年，横滨军事法庭亦对涉入此事件的30名人士进行起诉，并判处其中5人（其中西部方面軍2人、九州帝国大学医学部教职员3人）死刑、4人无期徒刑、14人有期徒刑。不过，在美国转换对日政策的大背景下，最后被判死刑的5人均得到减刑。至于九州帝国大学校方是否直接参与了这次事件，目前尚存争议。

## 俘虏美军飞行员
太平洋战争末期的1945年，正值美国空军对日本本土空襲之时。1945年5月，日军空军上尉鸳渊孝率领的30架紫电改编队在日本九州岛上空击落了两架编号为42-65305、42−93953的B-29轰炸机。最终，两机的乘员除去因坠机死亡者以及伞降后被当地日方人员击毙者外，共计有11名乘员被日方俘获。因东京的战俘营人满为患，最终只将比较可能掌握重要情报的一名幸存机长送到东京（这名机长最后得以幸存，在日本投降后回到美国），東京指示西部方面軍司令部自行處置留在九州的其余10人。这10名乘员不久就被西部方面軍不经审判判处死刑。

## 活体解剖始末

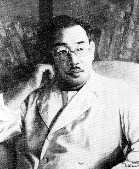
与事件关系重大的九州帝国大学医学部第一外科教授石山福二郎

得知这10名美军战俘被判死刑的消息后，在九州帝国大学医学部取得学位、当时在九州帝国大学附属医院实习的日军军医小森卓，以及时任九州帝国大学医学部第一外科教授石山福二郎便提案从其中挑出8名进行不考虑受试者实验后生存与否的实验手术，也就是通称的活体解剖。在得到西部方面軍司令部批准后，8名美国空军战俘被送往九州帝国大学。另外两名躲过活体解剖的战俘则很可能稍后于1945年6月20日于福冈高等女学校与其他被俘美军飞行员一同被日军处斩。
对这8名战俘的活体解剖在1945年5月17日至6月2日间陆续完成。最初，这些战俘不知道自己将被活体解剖，而是以为日方要对他们进行健康检查，一名士兵还对参与活体解剖的人员表示了感激之情。
活体解剖实验的参与者有三大类：西部方面军派来的见证者、九州帝国大学医学部的教职员，以及从其他大学赶来参观的医生。在实行活体解剖实验的手术室外，还有军人站岗。活体解剖实验的内容包括：切除战俘的一隻肺，确认切除后战俘是否仍然能存活；对战俘进行胃全切除手术；在战俘心脏停止跳动后，进行开胸心脏按摩以及心肌解剖、缝合；摘除战俘的胆囊、肝脏的一叶；进行隔断三叉神经的实验；摘除战俘的眼球。此外，当时日本方面正计划进行本土决战，因认为血液不足，故计划利用稀释后的海水制作代用血液，因此还用战俘进行了相关实验，向战俘体内注射了这种代用血液。但是，这种代用血液效果不佳，注射后不久，战俘就失去了生命体征。最终，8名战俘全因活体解剖实验遇害。
根据参与此事的鸟巢太郎（时任九州帝國大学医学部副教授）回忆，他当时曾向石山福二郎进言中止活体解剖，但石山福二郎则是回复“这是军方的命令”，没有采纳鸟巢太郎的意见。

## 审判
战后，与活体解剖事件有关的九州帝国大学医学部以及西部方面军人员都被驻日盟军总司令（GHQ）逮捕。1946年，事件的主谋者之一石山福二郎在狱中自杀。1948年，横滨军事法庭起诉涉入此事件的30名人士，其中5人被判处死刑（西部方面军2人、九州帝国大学医学部教职员3人）、4人被判无期徒刑、14人被判有期徒刑。不过，不久后朝鲜战争爆发、国际局势发生重大改变。在美国转换对日政策的大背景下，最后因此事件被判死刑的5人均得到减刑。

## 九州帝国大学的角色
九州大学方面主张活体解剖事件与当时的九州帝国大学校方无关，而是一部分教职员自作主张。作家上坂冬子在《生体解剖－九州大学医学部事件》一书中认同此事与九州帝國大学校方无关。另一方面，岩波书店出版的《九州大学活体解剖事件：七十年后的真相》（九州大学生体解剖事件：七〇年目の真実）一书中引述战后乙级战犯以及其他相关人士的证言，称西部方面军与九州帝国大学校方都有参与此事。

## 相关文艺作品
- 《海与毒药》：由远藤周作创作的小说，故事内容直接取材于本事件。后改编为同名电影。